# Jacek Kossut
Jacek Kossut (ur. 12 marca 1951 w Warszawie) – polski fizyk, specjalista w zakresie fizyki półprzewodników, profesor doktor habilitowany nauk fizycznych, autor licznych publikacji naukowych.

## Życiorys
Laureat 17. Olimpiady Fizycznej (1968). Absolwent VI Liceum Ogólnokształcącego im. Tadeusza Reytana w Warszawie (1968), w którym należał do 1 Warszawskiej Drużyny Harcerskiej im. Romualda Traugutta „Czarna Jedynka” i pełnił przez dwa lata funkcję jej komendanta. Ukończył studia na Wydziale Fizyki Uniwersytetu Warszawskiego (1973). W latach 1973–1976 uczestniczył w studiach doktoranckich w Instytucie Fizyki Polskiej Akademii Nauk i w 1976 roku otrzymał stopień doktora nauk fizycznych. W 1983 roku uzyskał habilitację, a w 1992 roku tytuł profesora nauk fizycznych. 
Profesor w Instytucie Fizyki PAN (od 1993 roku, w latach 2003–2011 jego dyrektor), profesor Szkoły Nauk Ścisłych w Warszawie i profesor wizytujący na Uniwersytecie Notre Dame (1991–2003). Członek wielu towarzystw naukowych, m.in. American Physical Society (od 1993 roku), Polskiego Towarzystwa Fizycznego (od 1995 roku), American Association for the Advancement of Science (od 2000 roku) i Academia Europaea (od 2011 roku).
Mąż polskiej neurobiolożki prof. Małgorzaty Kossut.

## Odznaczenia
W 2013 roku został odznaczony Krzyżem Oficerskim Orderu Odrodzenia Polski. 